# Kerrith Brown
Kerrith Brown (Wolverhampton, 11 luglio 1962) è un ex judoka britannico.

## Palmarès
- Giochi olimpici

Los Angeles 1984: bronzo nei 71 kg.
- Mondiali

Essen 1987: bronzo nei 71 kg.